# Lepomis microlophus
A Lepomis microlophus a sugarasúszójú halak (Actinopterygii) osztályának sügéralakúak (Perciformes) rendjébe, ezen belül a díszsügérfélék (Centrarchidae) családjába tartozó faj.

## Előfordulása
A Lepomis microlophus előfordulási területe Észak-Amerika keleti felén van. Elterjedése a texasi Nueces, a dél-karolinai Savannah és a Mississippi folyók között van. A legészakibb állományai Indiana és Illinois államokban találhatók. Ez a hal élő kövületnek számít, mivel a faj már a középső miocén korszakban jelent meg, mintegy 16,3 millió évvel ezelőtt és még manapság is él.

## Megjelenése
Ez a hal általában 19,2 centiméter hosszú, azonban 43,2 centiméteresre és 220 grammosra is megnőhet.

## Életmódja
Édesvízi halfaj, amely az iszapos mederfenék közelében él; általában a vízinövények között. Nagyon kis tavacskákban, illetve patakokban is képes megélni. Legfőbb tápláléka a puhatestűek, azok közül is inkább a vízben élő csigák; emiatt a bilharziózis nevű betegséget okozó Schistosoma vérmételyek egyik gazdaállata.
Legfeljebb 7 évig él.

## Szaporodása
Az ívási időszak alatt a hím és a nőstény párt alkotnak. Az ikrákat az élőhelyük sekélyebb részeire rakja.

## Felhasználása
A Lepomis microlophusnak nincs nagy halászata; inkább a sporthorgászok fogják ki.

## Képek

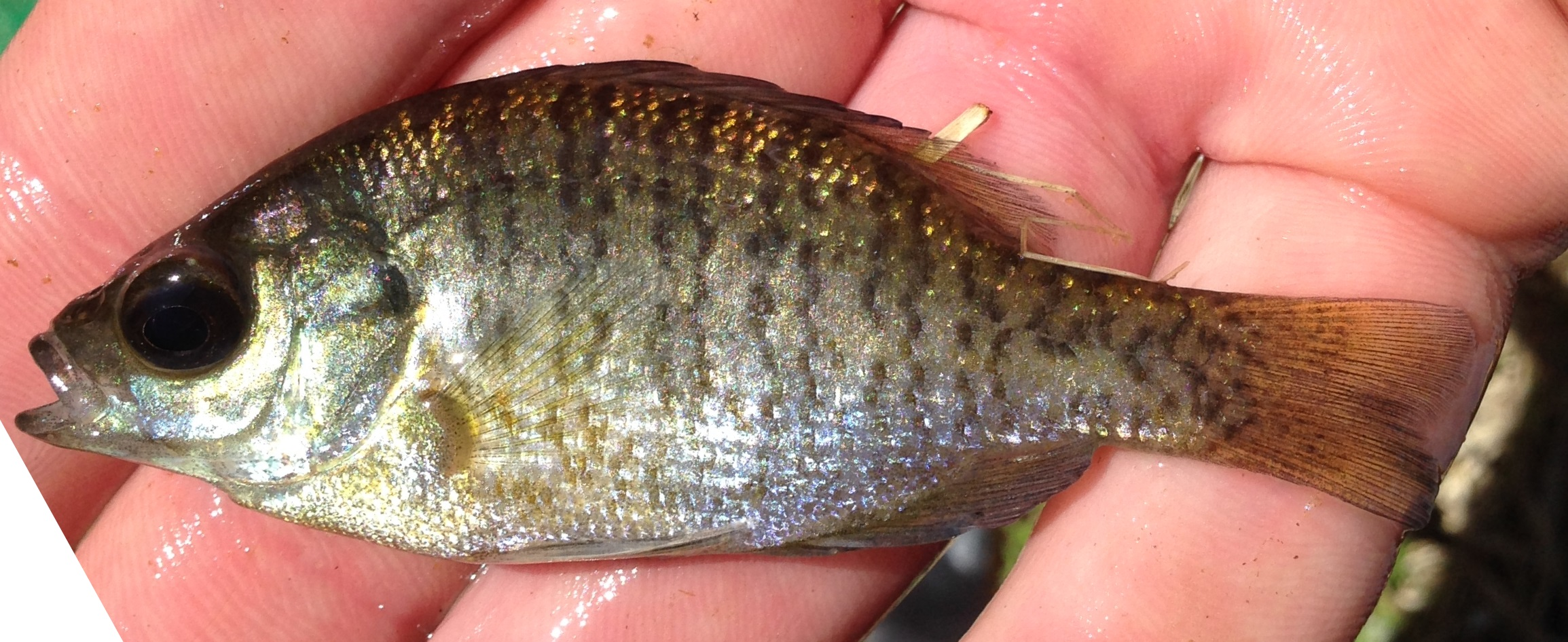
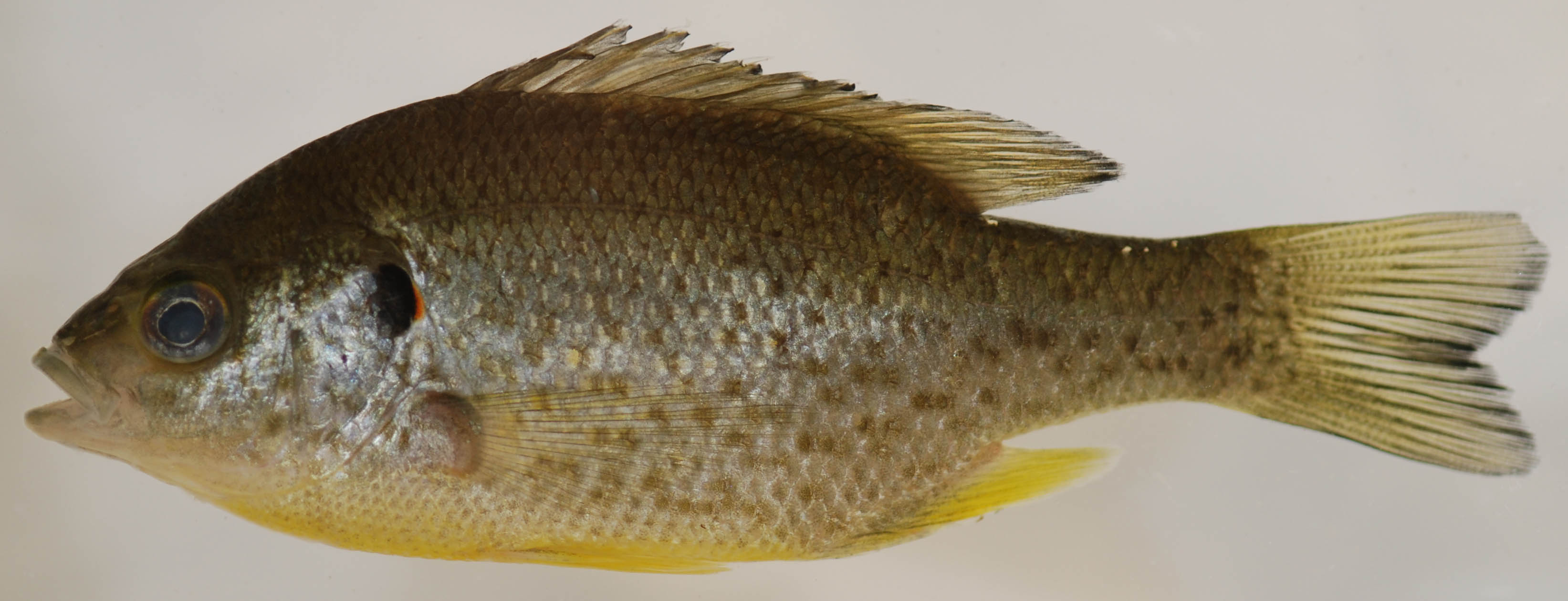
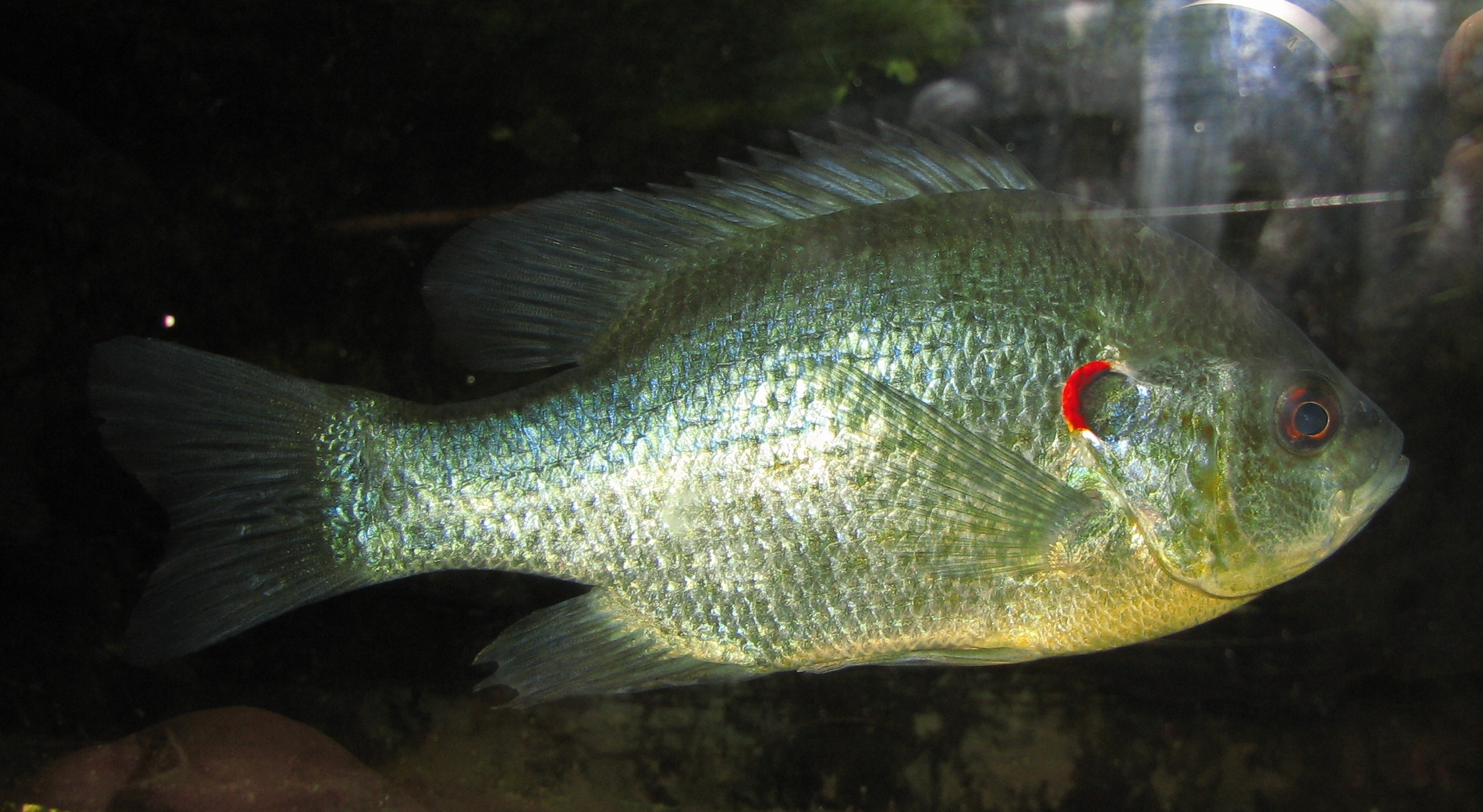
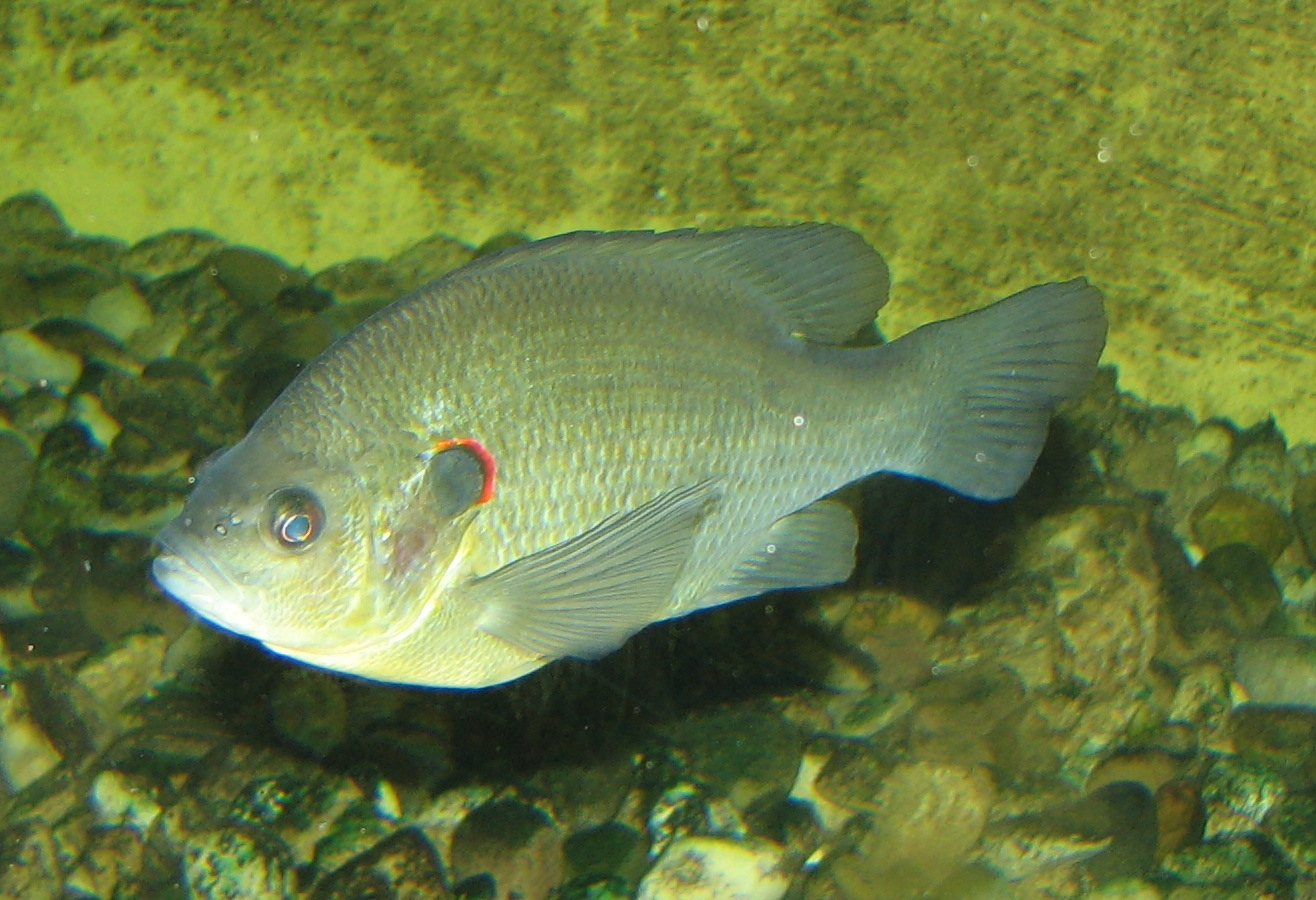
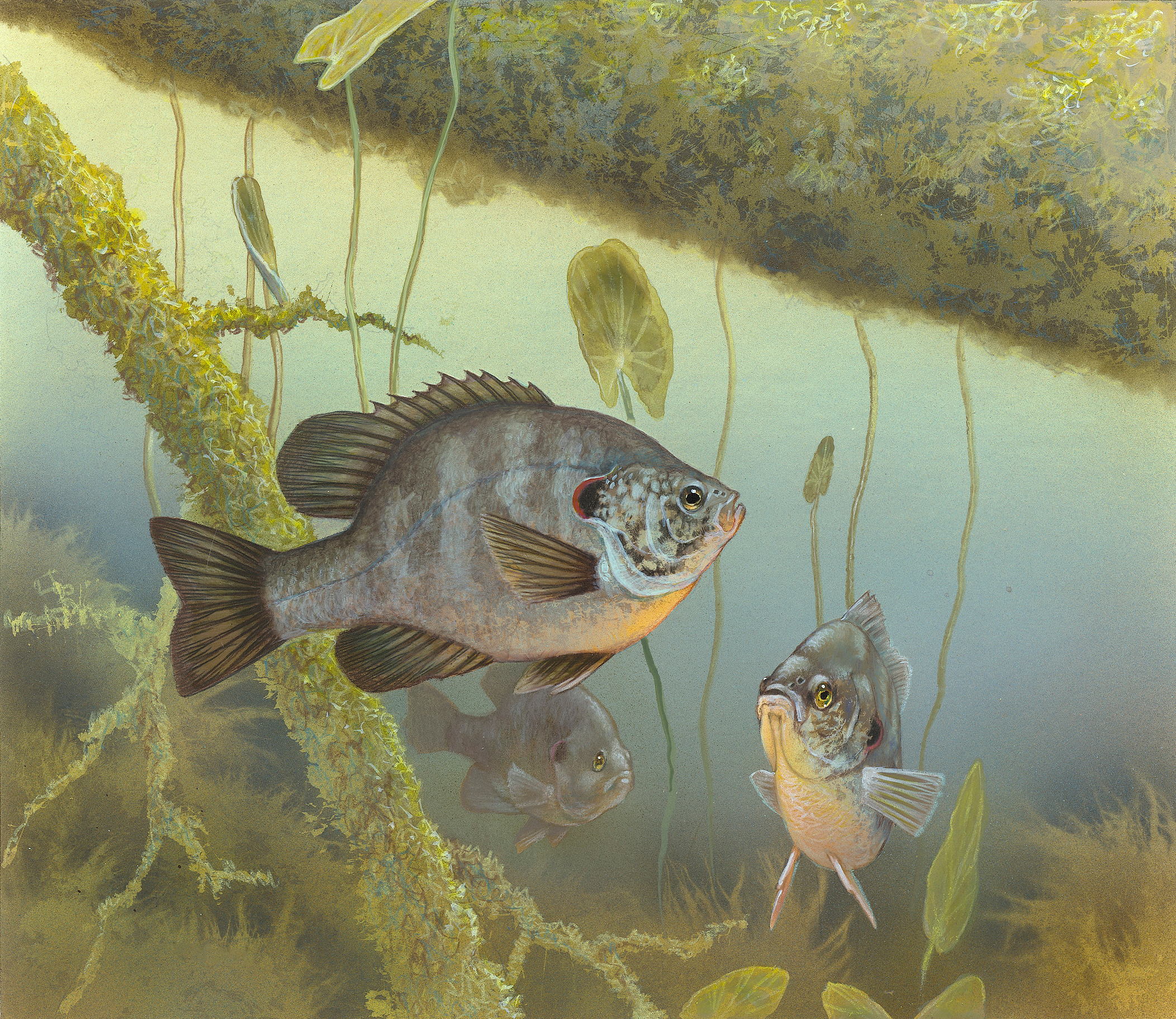